# Arco di trionfo (romanzo)
Arco di trionfo (titolo originale  Arc de Triomphe) è un romanzo dello scrittore tedesco  Erich Maria Remarque, pubblicato in originale nel 1946, in Italia nel 1948 edito da Gruppo Editoriale Fabbri. Racconta la tormentata storia d'amore tra un medico tedesco riparato clandestinamente a Parigi nel periodo immediatamente precedente alla seconda guerra mondiale ed una giovane donna dotata di un'indole fortemente passionale.

## Trama
Il dottor Ravic vive a Parigi in un albergo per chi ha poche pretese, ma una precisa esigenza: rimanere sconosciuto alle autorità. Fuggito dalla Germania nazista, si guadagna da vivere facendo i controlli sanitari alle prostitute nei bordelli, e come chirurgo operando con la copertura di colleghi compiacenti che sfruttano la sua abilità. Il suo vero nome è ovviamente diverso, anche se oramai quasi non se lo ricorda più dopo anni passati a eludere controlli e passare confini. A fargli compagnia profughi che come lui si ritrovano ad annegare nell'alcol le sconfitte di conflitti passati e presenti che attraversano ogni parte dell'Europa. L'incontro fortuito con una donna che sembra pronta a farla finita con la vita lo costringe però ad esporsi. Dapprima la aiuta ad uscire da una situazione pericolosa, quindi le fa trovare un lavoro, e malgrado la resistenza iniziale dell'uomo, che vorrebbe evitare un coinvolgimento sentimentale, i due diventano amanti. Anche Joan nasconde dietro ad un nome fittizio una storia da dimenticare, e in questa relazione si getta con la disperazione di chi non riesce ad immaginarsi una prospettiva per il futuro. Nel frattempo i fantasmi del passato sembrano inseguire Ravic, che per le vie di Parigi ha per due volte l'impressione di riconoscere la faccia di chi ha distrutto la sua vita precedente. Anche per questo i suoi sentimenti verso Joan non riescono a cancellare del tutto il cinismo di chi è abituato ad una precarietà perenne. Comunque anche l'animo più indurito richiede riposo, e Ravic accetta infine di abbandonarsi a quell'amore, senza farsi eccessive illusioni sulla sua durata. Una vacanza in Costa azzurra offre ai due una breve parentesi di serenità, ma al ritorno a Parigi la fatalità intrappola l'uomo nel mezzo di un grave incidente. Nell'inchiesta emerge la sua condizione di clandestino, aprendogli le porte della prigione, a cui segue l'inevitabile espulsione dal Paese.
Passano tre mesi prima che Ravic possa rientrare nella capitale francese, e la scomparsa di Joan non è una grande sorpresa per l'uomo, che dalla latitanza ha preferito evitare ogni contatto, per prudenza e per paura. La natura dell'amore di Joan tende a non lasciare spazio a nient'altro, una dolcissima trappola in cui lui si sente fortemente attirato e da cui allo stesso tempo vorrebbe sfuggire. Il ritorno della donna a Parigi lo trova ancora in preda a sentimenti contrastanti, ed un primo incontro casuale non aiuta a chiarire le cose. Ma quando Joan va a trovarlo di notte nella sua camera, le barriere dell'uomo cedono spazzando via in un attimo dubbi e resistenze. Che però ricompaiono nel momento in cui trova conferma dei suoi sospetti riguardo alla presenza di un altro uomo nella sua vita. Il tormento nato da questa consapevolezza lo spinge nuovamente alla decisione di troncare quel rapporto, a cui deve comunque molto, avendogli fatto ritrovare dopo tanto tempo il gusto per aspetti della vita dimenticati. Tutto questo passa in secondo piano nel momento in cui Ravic si ritrova davanti all'uomo che più odia al mondo, e stavolta non possono esserci dubbi, è proprio Haake. Il suo desiderio di vendetta non lascia spazio ad altre considerazioni, e la fortuna sembra aiutarlo, poiché è l'uomo stesso ad avvicinarlo non riconoscendolo come sua ex vittima ma come connazionale e possibile fonte di informazioni. Purtroppo la sua rapida partenza non permette a Ravic di mettere in atto i suoi propositi, ma il contatto è stabilito e le due settimane di attesa per il suo ritorno sono quello che gli serve per prepararsi. Nel frattempo Joan torna a farsi avanti, ed ancora una volta Ravic cede alle sue lusinghe, ma quando viene attirato dalla donna a casa sua con quello che appare uno stupido stratagemma decide che è davvero finita. Allo scadere delle due settimane Haake non si fa però risentire, ma la fortuna ancora una volta aiuta l'uomo in cerca della sua vendetta, facendoli incontrare nel bordello in cui Ravic è di casa. Riesce ad attirare il suo avversario nella trappola già preparata e ad eliminarlo, facendone sparire il cadavere senza lasciare tracce. Il conto è così chiuso, e le ombre sul futuro che sembrano farsi ogni giorno più dense fanno meno paura, convincendolo a non unirsi agli altri profughi, che visti gli ultimi sviluppi stanno cercando in ogni modo di lasciare il paese. Quando una notte arriva una nuova chiamata d'aiuto da Joan, Ravic decide di non prenderla sul serio, ma dopo che a casa sua giunge l'uomo con cui la donna si divideva parlando di un grave incidente capisce che non è una finzione. La trova ferita da un colpo di pistola al collo, e intuendo la gravità della lesione la porta alla clinica dove lavora per cercare di salvarle la vita. Ma è inutile, la pallottola ha lesionato il midollo spinale e tutto quello che può fare è assisterla ed alleviare la breve agonia, raccogliendone la dichiarazione d'amore finale. Al suo ritorno in albergo, Ravic trova come previsto la polizia che sta rastrellando tutti i profughi per riunirli in un campo di concentramento, e decide di seguirne volontariamente il destino. Per Ludwig Fresenburg, questo il suo vero nome, è finito il tempo di nascondersi.

## Adattamenti
Dal romanzo nel 1948 fu tratto un omonimo film di successo diretto dal regista Lewis Milestone, con Charles Boyer nella parte di Radic ed Ingrid Bergman nella parte di Joan Maodu.
Nel 1984 fu prodotto un film tv da una rete britannica, con Anthony Hopkins nella parte di Ravic e Lesley-Anne Down in quella di Jean Madou.

## Edizioni
- Erich Maria Remarque, Arco di trionfo, collana Tascabili Bompiani, traduzione di Bruno Maffi, 2ª ed., Bompiani, febbraio 1984  [1945].